# ورم عصبي رضحي المنشأ
ورم عصبي رضْحي المنشأ(1) هو نوعٌ من الأورام العصبيَّة الناتجة عن رضحٍ للعصب، وعادةً ما يحدث أثناء إجراءٍ جراحي. تحدث بشكلٍ شائعٍ في عدة مواقع فمويَّة ومنها اللسان وبالقرب من الثقبة الذقنية للفم. نادرًا ما تحدث في الرأس والرقبة.

## الفيزيولوجيا المرضية
تعد إصابة ظهارة الحزمة العصبيَّة خطوةً أساسيةً لتكون ورمٍ عصبيٍ رضحي المنشأ. حيث توجّه ظهارة الحزمة العصبيَّة نمو المحاور العصبيَّة بتكوين سطحٍ لا تستطيع هذه المحاور المرور عبره. إذا تعرضت هذه الظهارة للإصابة، فإنَّ المحاور العصبيَّة تهرب إلى الحيز خارج محيط بالعصب، وتنمو التغصنّات العصبيَّة بطريقةٍ غير منتظمة.

## الوقاية
تؤدي العديد من العمليات الجراحيَّة لإصابةٍ في الأعصاب بطريقةٍ لا مفر منها، مثل بتر الأطراف أو استئصال الأعصاب أو استئصال البروستاتة الجذري. لذلك يُبحث في التقنيات الجراحيَّة لتقليل الإصابة العرضيََة للأعصاب (تقنيات الحفاظ على الأعصاب) وتقليل احتمالية الإصابة بالأورام العصبية رضحيَّة المنشأ. تعد إعادة التعصيب العضلي الموجهة (اختصارًا TMR) تقنيةً واعدةً تستخدم سريريًا وقد حسنت بشكل كبير معايير مختلفة لجودة الحياة مثل المرضى الخاليين من الألم وألم الأطراف المتبقية وألم الأطراف الوهميَّة واستخدام المواد الأفيونية والمشي. تتضمن هذه التقنية نقل جذوع الأعصاب الدانيَّة إلى العضلات القريبة، وطورت أساسًا لتحسين التحكم في الأطراف الاصطناعيَّة. هناك تقنية أحدث مرتبطة وهي أخذ طعم عضلي ونقله إلى الطرف المقسم للعصب الطرفي، والتي تسمى واجهة العصب المحيطي التجديديَّة (اختصارًا RPNI)، حيث تقلل هذه التقنية بشكلٍ كبير من حدوث تكوين للأورام العصبيَّة التالية للبتر.

## الهوامش
- «1»: ورم عصبي رضْحي المنشأ[ar 1] أو ورم عصبي تالٍ للرضح[ar 2] أو ورم عصبي رضحي[ar 3] أو ورم عصبي رضَّي[ar 4] (بالإنجليزية: Traumatic neuroma)، ويسمى أيضًا ورم عصبي كاذب[ar 2] (بالإنجليزية: Pseudoneuroma)[9] أو ورم عصبي تالٍ للبتر[ar 2] (بالإنجليزية: Amputation neuroma).

### باللغة الإنجليزية
1. ↑  Kahn, Michael A. Basic Oral and Maxillofacial Pathology. Volume 1. 2001.
2. ↑  Lee EJ، Calcaterra TC، Zuckerbraun L (1998). "Traumatic neuromas of the head and neck". Ear, Nose, & Throat Journal. ج. 77 ع. 8: 670–4, 676. DOI:10.1177/014556139807700816. PMID:9745184. S2CID:11599827.
3. ↑  Zabaglo M, Dreyer MA. Neuroma. [Updated 2022 Nov 30]. In: StatPearls [Internet]. Treasure Island (FL): StatPearls Publishing; 2023 Jan-. Available from: https://www.ncbi.nlm.nih.gov/books/NBK549838/# نسخة محفوظة 2023-02-20 على موقع واي باك مشين.
4. ↑  Michl U, Tennstedt P, Feldmeier L, Mandel P, Oh SJ, Ahyai S, Budäus L, Chun FKH, Haese A, Heinzer H, Salomon G, Schlomm T, Steuber T, Huland H, Graefen M, Tilki D. Nerve-sparing Surgery Technique, Not the Preservation of the Neurovascular Bundles, Leads to Improved Long-term Continence Rates After Radical Prostatectomy. Eur Urol. 2016 Apr;69(4):584-589. دُوِي:10.1016/j.eururo.2015.07.037 Epub 2015 Aug 12. PMID 26277303.
5. ↑  Tavukçu HH, Aytac O, Atug F. Nerve-sparing techniques and results in robot-assisted radical prostatectomy. Investig Clin Urol. 2016 Dec;57(Suppl 2):S172-S184. دُوِي:10.4111/icu.2016.57.S2.S172 Epub 2016 Dec 8. PMID 27995221; PMCID: PMC5161020.
6. ↑  Scott BB, Winograd JM, Redmond RW. Surgical Approaches for Prevention of Neuroma at Time of Peripheral Nerve Injury. Front Surg. 2022 Jun 27;9:819608. دُوِي:10.3389/fsurg.2022.819608 PMID 35832494; PMCID: PMC9271873.
7. ↑  Chang BL, Mondshine J, Attinger CE, Kleiber GM. Targeted Muscle Reinnervation Improves Pain and Ambulation Outcomes in Highly Comorbid Amputees. Plast Reconstr Surg. 2021 Aug 1;148(2):376-386. دُوِي:10.1097/PRS.0000000000008153 PMID 34398088.
8. ↑  Kubiak CA, Kemp SWP, Cederna PS, Kung TA. Prophylactic Regenerative Peripheral Nerve Interfaces to Prevent Postamputation Pain. Plast Reconstr Surg. 2019 Sep;144(3):421e-430e. دُوِي:10.1097/PRS.0000000000005922 PMID 31461024.
9. ↑  Rapini, Ronald P.؛ Bolognia, Jean L.؛ Jorizzo, Joseph L. (2007). Dermatology: 2-Volume Set. St. Louis: Mosby. ISBN:978-1-4160-2999-1.

### باللغة العربيَّة
1. ↑  محمد هيثم الخياط (2006). المعجم الطبي الموحد: إنكليزي - عربي (بالعربية والإنجليزية) (ط. 4). بيروت: مكتبة لبنان ناشرون، منظمة الصحة العالمية. ص. 2165. ISBN:978-9953-33-726-5. OCLC:192108789. QID:Q12193380.
2. 1 2 3  محمد هيثم الخياط (2006). المعجم الطبي الموحد: إنكليزي - عربي (بالعربية والإنجليزية) (ط. 4). بيروت: مكتبة لبنان ناشرون، منظمة الصحة العالمية. ص. 1373. ISBN:978-9953-33-726-5. OCLC:192108789. QID:Q12193380.
3. ↑  صادق الهلالي (2002). معجم طب الأعصاب (بالعربية والإنجليزية) (ط. الأولى). بيروت: المكتب الإقليمي لمنظمة الصحة العالمية في الشرق الأوسط، أكاديميا إنترناشيونال. ص. 373. ISBN:978-9953-30-061-0. OCLC:4771062148. QID:Q119019824.
4. ↑  قاسم سارة (2013). محمد حسان ملص (المحرر). معجم أكاديميا الطبي الجديد (بالعربية والإنجليزية). مراجعة: محمد الدبس (ط. 1). أكاديميا إنترناشيونال. ص. 691. ISBN:978-9953-37-092-7. OCLC:1164356572. QID:Q112637909.